# Happy endings
《happy endings》是花澤香菜以个人名义发表的第3张單曲。于2012年10月24日由Aniplex發行。

## 概要
距前作《初恋之音》发行三个月后发行的第二张单曲、以「秋（棕色）」作为主题。标题曲《happy endings》是电视动画《绝园的暴风雨》的片尾曲，这也是花泽香菜的乐曲第一次被采用为动画主题曲。音樂錄影帶於澳大利亞拍攝。

## 收錄曲
（全作詞：meg rock、作曲・編曲：神前暁）
1. happy endings[4:23]
2. too late for chocolate?[4:24]
3. trick or treat![4:37]
4. happy endings（Instrumental）

DVD（只隨初回限定盤附贈）
1. happy endings Music Clip

## 外部連結
- 索尼音樂在線商店介紹
  - 初回限定盤
  - 通常盤[永久]